# Teramo Calcio 1976-1977
Questa pagina raccoglie le informazioni riguardanti il Teramo Calcio nelle competizioni ufficiali della stagione 1976-1977.

## Rosa
| N. |                   | Ruolo | Calciatore              |
| -- | ----------------- | ----- | ----------------------- |
|    | Italia (bandiera) | A     | Nicola Bucci            |
|    | Italia (bandiera) | C     | Luciano Cherubini       |
|    | Italia (bandiera) |       | Ciarletta               |
|    | Italia (bandiera) | D     | Nicola Daleno           |
|    | Italia (bandiera) | C     | Giuliano De Bernardinis |
|    | Italia (bandiera) | A     | Francesco Di Mario      |
|    | Italia (bandiera) | C     | Bartolomeo Di Renzo     |
|    | Italia (bandiera) | D     | Francesco Esposito      |
|    | Italia (bandiera) | D     | Felice Garzilli         |
|    | Italia (bandiera) | D     | Enzo Giani              |
|    | Italia (bandiera) | A     | Crescenzo Izzo          |
|    | Italia (bandiera) | P     | Giampaolo Merciai       |

| N. |                   | Ruolo | Calciatore            |
| -- | ----------------- | ----- | --------------------- |
|    | Italia (bandiera) | C     | Patrizo Minozzi       |
|    | Italia (bandiera) | D     | Marcello Nicolucci    |
|    | Italia (bandiera) | A     | Danilo Pelliccia      |
|    | Italia (bandiera) | C     | Bruno Piccioni        |
|    | Italia (bandiera) | D     | Valentino Piergallini |
|    | Italia (bandiera) | P     | Roberto Posocco       |
|    | Italia (bandiera) | A     | Giancarlo Pulitelli   |
|    | Italia (bandiera) | P     | Roberto Renzi         |
|    | Italia (bandiera) | D     | Giorgio Sabbadin      |
|    | Italia (bandiera) | A     | Leo Spina             |
|    | Italia (bandiera) |       | Zambon                |